# 빌리버스 (2007년 영화)
빌리버스(Believers)는 미국에서 제작된 다니엘 미릭 감독의 2007년 영화이다. 존 후어타스 등이 주연으로 출연하였고 다니엘 미릭 등이 제작에 참여하였다.

## 출연

### 주연
- 존 후어타스
- 조니 메스너

### 조연
- 카일 아달
- 니노 알디
- 준 안젤라
- 다니엘 벤잘리
- 엘리자베스 보거쉬
- 컬렌 G. 챔버스
- 마이클 칠더스
- 조던 당
- 존 파리
- 마이클 그레고리
- 캐롤린 헤네시
- 찰스 허쉬
- 닉 호데일리
- 조 하워드
- 리프 휴튼
- 브라이언 랠리
- 크리스토퍼 메이
- 앤드류 엘비스 밀러
- 마티 파파지안
- 딘나 루소
- 비탈리 버세이스
- 존 웨슬리

## 제작진
- 제작보: 리스 피어슨
- 라인프로듀서: R.J. 루이스
- 미술: 캐롤 윈스테드 우드
- 의상: 워든 닐
- 배역: 패트릭 바카
- 배역: 로빈 내시프